# Левченко, Елена Степановна
Еле́на Степа́новна Ле́вченко (бел. Алена Сцяпанаўна Леўчанка; род. 30 апреля 1983, Гомель) — белорусская баскетболистка, выступавшая в женской национальной баскетбольной ассоциации. Играет на позиции центровой. В конце января 2021 года подписала контракт с греческим «Панатинаикосом». В 2022 году объявила о завершении профессиональной карьеры.

## Биография
Родилась в Гомеле. Заниматься баскетболом начала в гомельской СДЮШОР-9, первым тренером спортсменки был Виктор Орлов. Позднее перешла в минское республиканское училище олимпийского резерва. На чемпионате Европы дебютировала в 1999 году. В 2000 году переехала на учёбу в США, где окончила колледж в штате Западная Виргиния, став первой белорусской спортсменкой, выступавшей в США.
31 января 2021 года Левченко сообщила о подписании контракта с греческим «Панатинаикосом».

## Общественная позиция
18 августа 2020 года Елена Левченко подписала открытое письмо представителей спортивной отрасли Белоруссии с требованием признать недействительными выборы президента Белоруссии, прошедшие 9 августа 2020 года.
30 сентября 2020 года за участие в несанкционированных массовых мероприятиях спортсменке дали 15 суток ареста. Вину устанавливали по фотографии в Instagram и новости на сайте «Прессбола». В зале суда было больше 25 человек, поддерживающих Левченко, в основном спортсмены.
Спустя 15 суток заключения Левченко вышла на свободу.
По словам Левченко, во время заключения, ее саму и ее сокамерниц намеренно содержали с серьезными нарушениями распорядка тюрьмы (отсутствие отопления, горячей воды, матрасов и возможности воспользоваться душем), в целях оказания психологического давления.

## Достижения
- Четвёртое место Всемирных юношеских игр (Москва): 1998
- Признана лучшей центровой чемпионата Европы среди кадеток: 1999
- Чемпионка Балтийской лиги (признана самой полезной баскетболисткой лиги): 2000
- Вошла в десятку лучших игроков колледжей США по версии KODAK: 2002
- Вошла в десятку лучших игроков колледжей США по версии KODAK: 2003
- Чемпионка Литвы: 2007
- Чемпионка России: 2009, 2012
- Обладатель Кубка России: 2009, 2012
- Бронзовый призёр Евролиги: 2008, 2009, 2012
- Серебряный призёр Кубка России: 2008
- Бронзовый призёр чемпионата России: 2008
- Бронзовый призёр чемпионата Европы: 2007
- Финалистка WNBA: 2010
- Чемпионка Польши (признана MVP финала): 2011
- Участница Матча Всех Звёзд Евролиги: 2011
- Лучшая центровая чемпионата мира: 2010

## Национальная сборная
Член сборной Белоруссии с 2001 года. Участница Олимпийских игр 2008 и 2016 годов, чемпионата мира в Чехии, а также чемпионатов Европы 2007, 2009, 2011, 2013 и 2015.